# Fuentes de Ebro

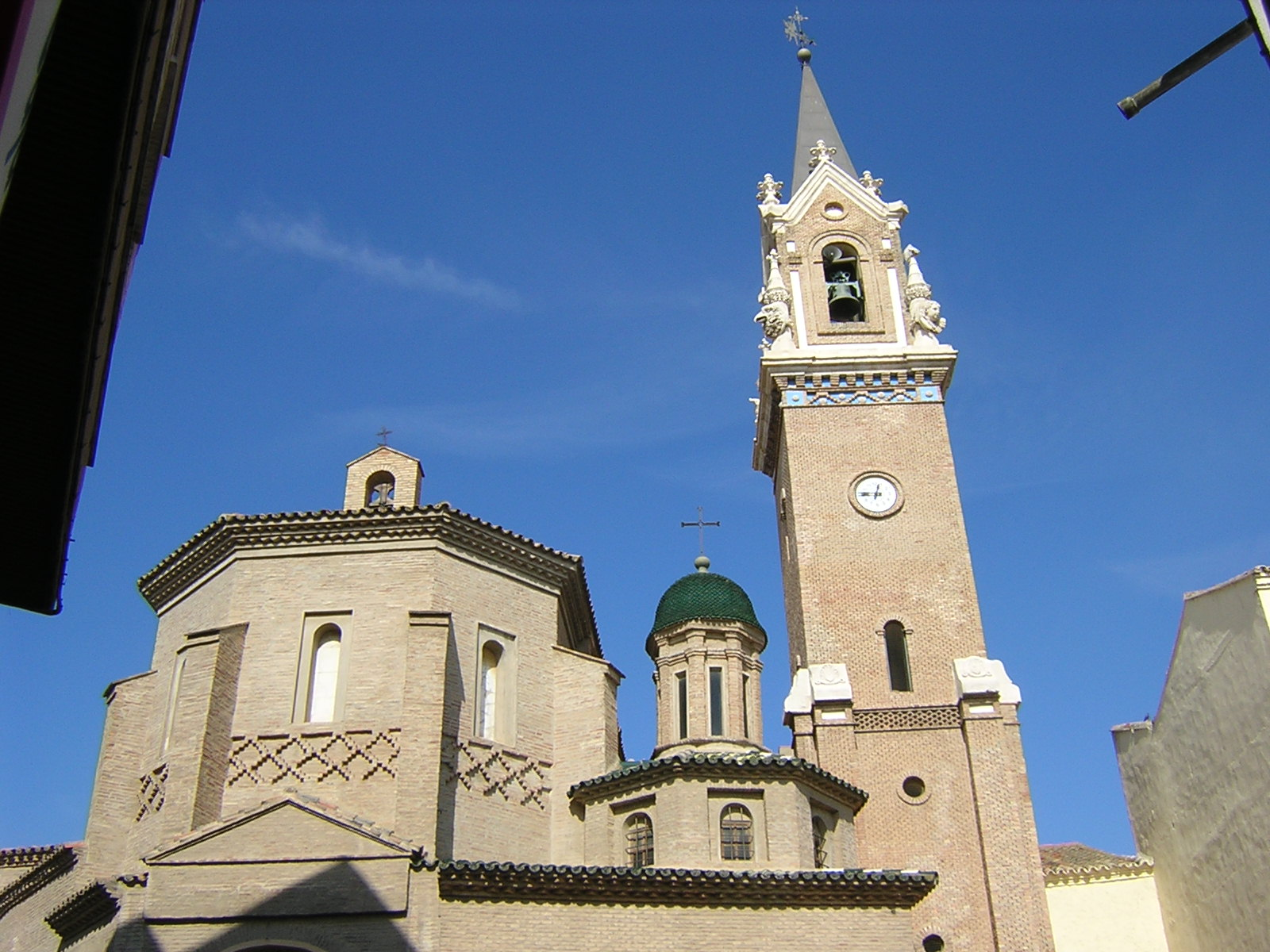
Església de Sant Miquel

Fuentes de Ebro és un municipi d'Aragó situat a la província de Saragossa i enquadrat a la comarca de Saragossa. El 2023 tenia 4.643 habitants.